# Frensdorf (Nedersaksen)
Frensdorf is een stadswijk van Nordhorn in de Grafschaft Bentheim in de Duitse deelstaat Nedersaksen.
De wijk, die voorheen een klein, apart dorp was, ligt ten westen van het stadscentrum en ten noorden van de wijk Blumensiedlung. Door de wijk loopt de spoorlijn naar Neuenhaus richting Coevorden (NL).
Zie voor meer informatie onder Nordhorn.

Altendorf · Bakelde · Bimolten · Blanke · Blumensiedlung · Bookholt · Brandlecht · Bussmaate · Frensdorf · Frenswegen · Hesepe · Hestrup · Hohenkörben · Klausheide · Neuberlin · Stadtflur · Streng